# Света Петка (Русиново)
Вижте пояснителната страница за други значения на Света Петка.
„Света Петка“ или „Света Параскева“ (на македонска литературна норма: „Света Петка“, „Света Параскева“) е възрожденска православна църква в беровското село Русиново, Северна Македония. Част е от Струмишката епархия на Македонската православна църква – Охридска архиепископия.
Храмът е от първата половина на XIX век. Първоначалната църква е с малки размери. По-късно е разширена на запад и юг, за да задоволи нуждите на големия брой вярващи. В централната част на средния кораб има остатъци от живопис. В църквата има ценни възрожденски икони. Най-голям брой икони са на видния беровски зограф Гаврил Атанасов, а част са на неизвестен зограф. Всички икони са реставрирани в 2000 година, а по-късно е реставрирана и дървената част от иконостаса.